# Wetenschapsdynamica
Wetenschapsdynamica, wetenschapsstudies of wetenschap- en techniekstudies is het vakgebied dat de ontwikkeling en maatschappelijke effecten van wetenschap bestudeert. Het vakgebied is ontstaan uit onder meer de wetenschapssociologie, wetenschapsgeschiedenis en wetenschapsfilosofie. Daarnaast heeft het raakvlakken met innovatiestudies en praktische initiatieven als technologisch aspectenonderzoek, waarmee de positieve en negatieve aspecten van wetenschap en technologie in kaart worden gebracht. Internationaal wordt veelal het label Science & Technology Studies (STS) of Science, Technology & Society gebruikt.

## Onderwijs
Bachelor- en masteronderwijs in het vak wordt aan diverse Nederlandse universiteiten verzorgd. Veelal worden dergelijke opleidingen gepresenteerd onder namen als Wetenschap & Samenleving, STS of wetenschapsstudies. 

## Onderzoek
Onderzoek wordt aan verschillende universiteiten verricht, in Nederland onder meer aan de Rijksuniversiteit Groningen, de Universiteit Twente, de Universiteit Utrecht, de Technische Universiteit Eindhoven, de Universiteit Leiden en de Universiteit Maastricht, en elders onder meer aan Massachusetts Institute of Technology, Universiteit van Californië - Berkeley en Harvard-universiteit.
Het onderzoek en onderwijs van promovendi wordt in Nederland gecoördineerd door de onderzoeksschool Wetenschap, Technologie en Moderne Cultuur (WTMC). Meer praktijkgericht onderzoek wordt in Nederland onder meer uitgevoerd aan het Rathenau Instituut en gestimuleerd via onderzoeksprogramma's zoals Maatschappelijke Verantwoord Innoveren van NWO.

## Bekende personen
Bekende Nederlandse beoefenaren van het vakgebied zijn: Arie Rip, Jacqueline Cramer, Annemarie Mol, Trudy Dehue, Gerard de Vries, Wiebe Bijker en Roland Bal. Internationaal bekende auteurs zijn onder meer: Bruno Latour, John Law (socioloog), Michel Callon, Steven Shapin en Sheila Jasanoff.